# Zhang Yongzhen
Zhang Yongzhen (em chinês: 张永振; em pinyin: Zhāng Yǒngzhèn; China, 1964/1965) é um virologista chinês conhecido pelo seu papel nos principais estudos da pandemia de COVID-19. Zhang liderou uma equipe que sequenciou e publicou o genoma da SARS-CoV-2, o vírus que causa a COVID-19, em janeiro de 2020. Em 2020, apareceu na lista de 100 pessoas mais influentes do mundo do ano pela Time.